# آجیکاتا، نیگاتا

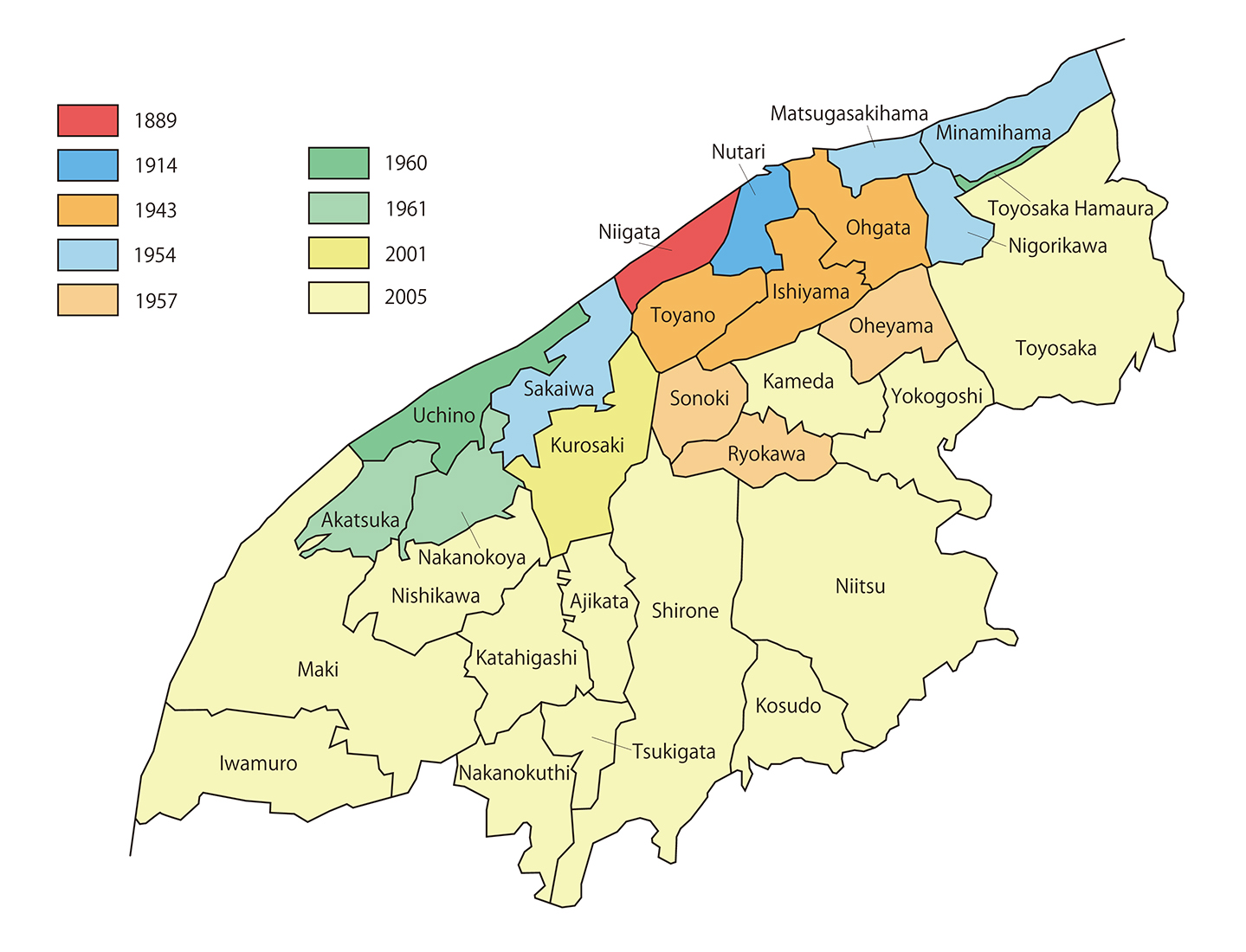
آجیکاتا

آجیکاتا، نیگاتا (به لاتین: Ajikata) یک منطقهٔ مسکونی در ژاپن است که در Hokuriku region واقع شده‌است. آجیکاتا ۴٬۶۸۵ نفر جمعیت دارد.